# Goldene Kamera 1976
Die Verleihung der Goldenen Kamera 1976 fand am 9. Februar 1977 in der Deutschlandhalle in Berlin statt. Es war die 12. Verleihung dieser Auszeichnung. Das Publikum wurde durch Peter Bachér, den Chefredakteur der Programmzeitschrift Hörzu, begrüßt. Die Verleihung der Preise sowie die Moderation übernahmen Dieter Kürten und Frank Elstner. An der Veranstaltung nahmen etwa 8000 Zuschauer teil. Sendeberichte der Verleihung waren im regionalen Fernsehen zu sehen. Die Leser wählten in der Kategorie Beste Comedy ihren Favoriten.

## Preisträger

### Schauspieler
- Klaus Hoffmann – Die neuen Leiden des jungen W.

### Beste Comedy
- Otto Waalkes – Spaßmacher, Vier Shows in vier Jahren und Die Otto-Show (1. Platz der Hörzu-Leserwahl)
- Ingrid Steeger – Klimbim (2. Platz der Hörzu-Leserwahl)
- Gisela Schlüter – Zwischenmahlzeit (3. Platz der Hörzu-Leserwahl)

### Beste Moderation
- Frank Elstner – Die Montagsmaler

### Bester Olympiareporter
- Harry Valérien – Olympische Sommerspiele 1976 Montreal und Olympische Winterspiele 1976 in Innsbruck

### Beste Synchronstimme
- Judy Winter (Synchronstimme von Liv Ullmann in Szenen einer Ehe)

### Nachwuchsförderung
- Anneliese Rothenberger – Nachwuchsförderung Anneliese Rothenberger stellt vor

## Sonstiges
- Der Erlös der Veranstaltung wurde an die Aktion Kinderhilfe der Deutschen Krebshilfe gespendet.
- Erstmals wurde der Fernsehpreis für eine Synchronisationsstimme verliehen.

## Weblink
- Goldene Kamera 1977 – 12. Verleihung